# Jerricho Cotchery
Jerricho Cotchery (Birmingham, 16 giugno 1982) è un ex giocatore di football americano statunitense che ha militato per undici stagioni nella National Football League (NFL). Fu scelto nel corso del primo quarto giro (108º assoluto) del Draft NFL 2004 dai New York Jets. Al college ha giocato a football alla North Carolina State University.

## Carriera professionistica

### New York Jets
Cotchery fu scelto dai New York Jets nel quarto giro del Draft 2004. Dopo avere avuto un ruolo limitato nelle prime due stagioni, nel 2006 fu promosso come titolare dall'allenatore Eric Mangini. Il primo touchdown lo segnò nella settimana 1 di quella stagione su passaggio del quarterback Chad Pennington. La sua annata terminò con 82 ricezioni per 922 yard. Nel primo turno di playoff contro i New England Patriots ricevette 100 yard e segnò un touchdown. Nel 2007 stabilì un massimo in carriera ricevendo 1.130 yard. Cotchery rimase coi Jets fino al 2010, quando fu superato nel ruolo di titolare dal nuovo acquisto Santonio Holmes. Fu svincolato il 4 agosto 2011.

### Pittsburgh Steelers
L'11 agosto 2011, Cotchery firmò un contratto annuale coi Pittsburgh Steelers. Dopo due stagioni in cui non ricevette mai più di 237 yard, si riprese nel 2013 segnando un record in carriera di 10 touchdown su ricezione, oltre a 602 yard ricevute, disputando tutte le 16 partite per la prima volta dal 2008.

### Carolina Panthers
Il 20 marzo 2014, Cotchery firmò un contratto biennale coi Carolina Panthers. Nella gara del tredicesimo turno della stagione 2015, Cotchery ricevette da Cam Newton a un minuto dal termine il touchdown della vittoria che permise ai Panthers di conservare la propria imbattibilità. Con i Panthers disputò il Super Bowl 50 dove la squadra della Carolina fu sconfitta dai Denver Broncos guidati da Peyton Manning. Alla fine della stagione 2015, alla scadenza del suo contratto con i Carolina Panthers, dopo 12 stagioni nella National Football League, Cotchery decise di non firmare per nessun'altra squadra, ritirandosi così dall'attività agonistica.

## Carriera da allenatore
Il 2 marzo 2017, Cotchery venne ingaggiato dai Carolina Panthers come assistente allenatore dei wide receiver in vista del training camp.

## Palmarès

### Franchigia
- National Football Conference Championship: 1

Carolina Panthers: 2015